# Стефан Шапуиза
Стефан Шапуиза (фр. Stéphane Chapuisat; 28. јун 1969) бивши је швајцарски фудбалер. 

## Каријера

### Клуб
Започео је фудбалску каријеру у клубу из родног града ФК Лозана-Спорт. Од јануара 1991. играо је за немачки Бајер Ирдинген и тог лета прешао је у познатији клуб Борусију из Дортмунда.
Постигао је 20 првенствених голова у првој сезони, само два мање од Фрица Валтера из ВфБ Штутгарта. У Борусији је остао до 1999. године, освајајући неколико титула – укључујући УЕФА Лигу шампиона 1997. када су победили Јувентус, током такмичења је постигао три поготка на десет утакмица.
Затим је прешао у Грасхопер из Цириха, где је играо три године и помогао им да освоје титулу 2001. године. Године 2002. прешао је у још једну швајцарску суперлигашку екипу Јанг Бојс. Повукао се са 37 година, укупно је дао 106 голова на 228 мечева у немачкој Бундеслиги; такође је четири пута проглашен за швајцарског фудбалера године (1992, 1993, 1994 и 2001).
У новембру 2003. године, у част УЕФА-иног јубилеја, изабран од стране Швајцарског фудбалског савеза за њиховог најистакнутијег играча у последњих 50 година.

### Репрезентација
Укупно је одиграо 103 утакмице за репрезентацију Швајцарске и постигао 21 гол. Играо је за Швајцарску на Светском првенству 1994, Европском првенству 1996. и 2004. године.
На Светском првенству 1994. године, са репрезентацијом је стигао до осмине финала, постигао је гол у групној фази кад су победили Румунију резултатом 4:1.

## Остало
Његов отац, Пјер-Алберт, такође је био професионални фудбалер. Као дефанзивац, и он је играо за Лозану и репрезентацију, дуго је радио као фудбалски тренер.

## Успеси
Борусија Дортмунд
- Бундеслига: 1994/95, 1995/96.
- Суперкуп Њемачке: 1995, 1996.
- Лига шампиона: 1996/97.
- Интерконтинентални куп: 1997.

Грасхопер
- Суперлига Швајцарске: 2000/01.